# Aad Nuis
Adrianus (Aad) Nuis (Sliedrecht, 18 juli 1933 – Scheveningen, 8 november 2007) was een Nederlandse politicoloog, letterkundige, literatuurcriticus, bestuurder, journalist, columnist, essayist, publicist, dichter en politicus van Democraten 66 (D66).
De sterk in cultuur en literatuur geïnteresseerde Nuis viel op door zijn lange postuur en had een beschouwende en milde inslag. In de jaren negentig was hij staatssecretaris van cultuur, kunst en media op het ministerie van Onderwijs, Cultuur en Wetenschappen.

## Loopbaan
Nuis was afkomstig uit een gereformeerd gezin uit de Alblasserwaard. Hij studeerde in de jaren vijftig politieke en sociale wetenschappen aan de Universiteit van Amsterdam. Na zijn studie werkte hij een paar jaar als ontwikkelingsdeskundige in Jamaica. In 1962 werd hij als dienstplichtig vaandrig naar Nederlands-Nieuw-Guinea uitgezonden. Zijn bevindingen aldaar zou hij in 1967 te boek stellen in De balenkraai. Hij was van 1962 tot 1969 wetenschappelijk medewerker bij diverse universiteiten, eerst op het gebied van de polemologie (Rijksuniversiteit Groningen) en de politicologie (Universiteit van Amsterdam), later op dat van de Nederlandse letterkunde (Universiteit van Amsterdam).
Vervolgens was hij redacteur van het literaire tijdschrift Tirade en in de eerste helft van de jaren zeventig hoofdredacteur van uitgeverij Het Spectrum. Daarna ging hij in de periode 1975-1986 op freelancebasis als journalist en publicist aan de slag. Hij schreef in Propria Cures, Hollands Weekblad, Tirade, Haagse Post, Ons Erfdeel en de Volkskrant.
Nuis vroeg begin jaren tachtig NRC Handelsblad tevergeefs om een wekelijkse column te mogen schrijven. In 1985 liet hij in een lezing weten dat wat hem betrof het verschijnsel van de column ten onder was gegaan. Later kreeg hij wel een eigen column bij dit dagblad.

### Politieke activiteiten
Nuis werd in 1967 lid van de het jaar daarvoor opgerichte politieke partij Democraten 66. Namens D66 vervulde hij allerlei politieke functies, in eerste instantie binnen de partij (in de jaren zeventig was hij onder meer lid van het dagelijks bestuur van D66), later in vertegenwoordigende en bestuurlijke functies buiten de partij. Zo was hij van 1978 tot 1981 lid van de Provinciale Staten van de provincie Gelderland om vervolgens de overstap te maken naar de landelijke politiek. Van 1981 tot 1982 zat hij in de Tweede Kamer, wisselde die in 1983 voor de Eerste Kamer om in 1986 weer naar de Tweede Kamer terug te keren. Als parlementariër trad hij op als woordvoerder voor culturele kwesties, in de Tweede Kamer ook voor onderwerpen op het terrein van het onderwijs, de media en de Nederlandse Antillen. Hij stond op zeer goede voet met de in 1986 weer tot politiek leider verkozen D66-coryfee Hans van Mierlo.

### Staatssecretaris
In 1994 verruilde hij de Tweede Kamer voor het staatssecretariaat van het ministerie van Onderwijs, Cultuur en Wetenschappen in het Kabinet-Kok I. Nuis was staatssecretaris tot 1998. In zijn portefeuille had hij cultuur-, kunst- en mediabeleid, de stelselherziening van het hoger onderwijs alsook voor korte tijd het wetenschapsbeleid.
Deze portefeuille paste goed bij de cultuur- en literatuurminnende Nuis. Het politieke handwerk ging hem echter niet gemakkelijk af, eigenlijk was hij meer literator dan bewindsman, waardoor men hem wel aanduidde als Aad de Denker en Twee meter twijfel.
Onder zijn bewind kwamen diverse, soms omstreden veranderingen tot stand of werden in gang gezet. Zo werd in 1996 met de spellingwijziging de tussen-n in het Nederlands ingevoerd.
Na het vastlopen van de besprekingen tussen de regionale omroepen en de NOS over de zogenaamde vensterprogrammering kwam Nuis met zijn matchingssystematiek voor regionale televisie. Nuis zegde toe de opcenten voor regionale televisie via het kijk- en luistergeld te matchen (verdubbelen) voor een periode van vijf jaar. Daardoor konden vanaf 1997 de eerste regionale omroepen starten met regionale televisie. Tot na 2000 bleef de systematiek voor nieuwe regionale omroepen gelden en ook werd de vijfjaars periode vanwege het succes van regionale televisie verlengd.
In 1997 kwam er van zijn hand een wetsvoorstel om het Nederlands Omroepproduktie Bedrijf (de NOB) te privatiseren, hetgeen na afloop van zijn staatssecretariaat werd geëffectueerd. Eveneens in 1997 liberaliseerde hij samen met minister Annemarie Jorritsma van de VVD de wetgeving op het gebied van de media, waardoor de media meer mogelijkheden werden geboden. Verder ging in dat jaar met de Wet herziening organisatiestructuur landelijke publieke omroep de publieke omroep op de schop en kreeg deze deels een ander aanzien en andere organisatiestructuur.
In 1998 riep hij samen met minister Ad Melkert van de PvdA de Wet werk en inkomen kunstenaars (WIK) in het leven, die voorziet in een financiële tegemoetkoming aan kunstenaars die zich geconfronteerd zien met een afname van hun inkomen. In datzelfde jaar voegde hij ook de Concertzender toe aan het publieke bestel.
Nuis is polemisch vooral bekend gebleven als de man van de Weinreb-affaire en politiek als de man die BNN toeliet tot het publieke bestel. Omroepoprichter annex -voorzitter Bart de Graaff was hem voor dit laatste zo dankbaar dat hij Nuis bij de eerste uitzending, op 6 september 1998, liet optreden als omroeper.

## Weinreb-affaire
Gedurende de jaren zestig en zeventig hield Nuis zich samen met zijn toenmalige echtgenote, de schrijfster-journaliste Renate Rubinstein, bezig met de Weinreb-affaire(s). Tijdens de oorlog zou de Joodse econoom Friedrich Weinreb ervoor hebben gezorgd dat diverse Joden (voorlopig) niet op transport zouden worden gesteld naar de Duitse concentratie- en vernietigingskampen. Na de oorlog ontstond hier twijfel over en werd hij door de Bijzondere Raad van Cassatie wegens collaboratie veroordeeld tot zes jaar gevangenisstraf. Onder anderen Nuis en Rubinstein wilden eerherstel voor Weinreb. Na aanvankelijk Weinreb het voordeel van de twijfel te hebben gegeven, raakte de schrijver Willem Frederik Hermans er steeds meer van overtuigd dat Weinreb een fantast was. Hermans keerde zich, met de Joodse classica en publiciste Henriëtte Boas, tegen Nuis en Rubinstein en leverde harde kritiek op het echtpaar, hetgeen tot een heftige en jarenlang durende pennenstrijd leidde.
Een rapport van het toenmalige Rijksinstituut voor Oorlogsdocumentatie, dat na zes jaar onderzoek in 1976 op last van de Minister van Justitie was verschenen, gaf Hermans en Boas gelijk: Weinreb had in de oorlog gecollaboreerd met de Duitsers en was terecht veroordeeld.
In zijn boek 'Het monster in de huiskamer' van 1979 bleef Nuis niettemin bij zijn standpunt, in 2002 bijgevallen door René Marres, in de monografie 'Frederik Weinreb, verzetsman en groot schrijver'. Volgens de auteur had Weinreb vrijgesproken moeten worden.

## Nevenfuncties en levenseinde
Nuis vervulde diverse bestuurlijke functies bij allerlei maatschappelijke en culturele instellingen. Hij was onder meer voorzitter van de programmaraad van de Radio Nederland Wereldomroep en van 2000 tot 2005 voorzitter van de Koninklijke Vereniging van het Boekenvak (KVB).
Na een jaar ziek te zijn geweest overleed Aad Nuis in de herfst van 2007 op 74-jarige leeftijd.

## Werken
- Wisselend weer (1963; dichtbundel, opgedragen aan Renate Rubinstein)
- De Balenkraai (1967)
- Wat is er gebeurd in Amsterdam? (1966)
- Twee schelven hooi (1968)
- redactie, samen met Renate Rubinstein, van Collaboratie en Verzet (1969, 1970, Friedrich Weinreb, kreeg de literatuurprijs van de Stad Amsterdam)
- Boeken (1978)
- Het monster in de huiskamer (1979) (kritiek op het rapport van het RIOD (1976) inzake de Weinreb-affaire)
- Een stem in je hoofd (1989)
- Op zoek naar Nederland (2004)